# Casa Busquets (Ripoll)
La Casa Busquets és una obra de Ripoll protegida com a Bé Cultural d'Interès Local.

## Descripció
Casa formada per planta baixa i tres pisos. L'accés a l'interior de l'immoble es fa per la carretera d'Olot. Les façanes que donen a la carretera i al carrer presenten obertures de punt rodó i altres de mig punt rebaixat. A la primera i a la segona planta gairebé totes les obertures són balcons; per planta hi ha un balcó que uneix els dos plans de façana. El sòcol de les dues façanes presenta pedra treballada. Una motllura separa cadascun dels nivells. Les baranes dels balcons de ferro estan treballades. La decoració de la façana és a base d'incisions verticals i horitzontals, i alternança a l'hora de tractar les pedres: llises i amb textura. La façana posterior no presenta cap element estructural o decoratiu a destacar. La teulada és a tres aigües.
La casa fou feta en diverses etapes. L'any 1935 es va ampliar en alçada.